# Вторая палатализация

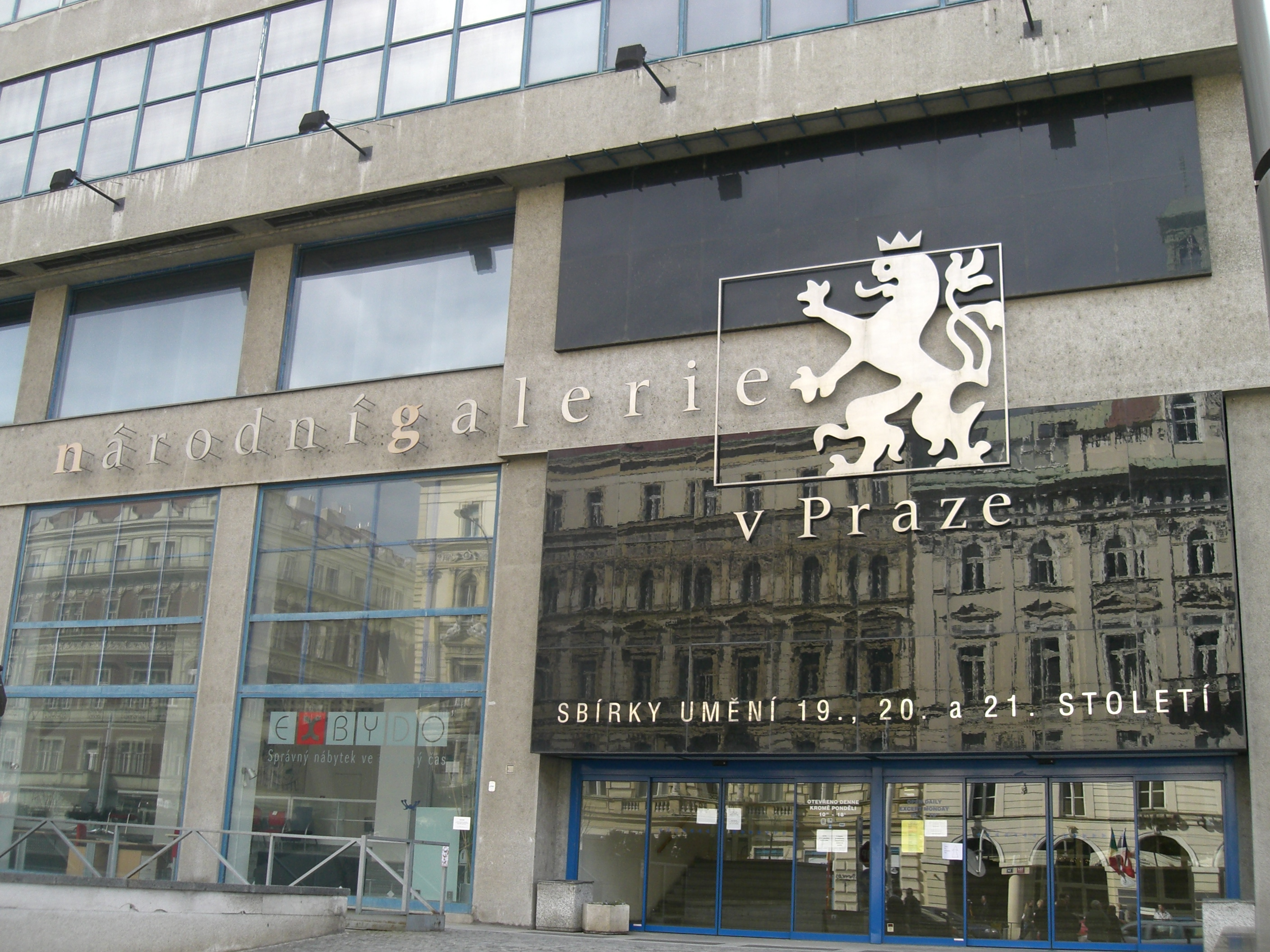
Здание Национальной галереи в Праге. V Praze — результат второй палатализации.

Втора́я палатализа́ция — общеславянское фонетическое изменение, спровоцированное монофтонгизацией дифтонгов. Заключается в переходе заднеязычных k, g, x соответственно в c', dz', s' в южно- и восточнославянских языках и в c', dz', š' в западнославянских. Позднее во всех славянских языках, кроме польского, полабского и старославянского, аффриката dz' упростилась в z'.

## Происхождение и распространение
Вторая палатализация проходила в период, когда праславянский язык уже не представлял собой единого целого, но был раздроблен на диалекты. Этим объясняется разница в её рефлексации в различных группах славянских языков.
В. Н. Чекман полагал, что центром, из которого распространялась вторая палатализация, были говоры праславянского языка, которые позднее легли в основу сербохорватского, словенского и македонских языков.

### Отсутствие второй палатализации в новгородско-псковском диалекте

Б. М. Ляпунов

Вторая палатализация прошла во всех праславянских диалектах, кроме новгородско-псковского, который, видимо, оторвался от общего массива раньше остальных. Впервые эта идея была высказана в начале XX века Б. М. Ляпуновым, который обратил внимание на форму дательного падежа единственного числа «рабу своѥму Дъмъкѣ» в Новгородской Минее 1096 года, что, впрочем, не нашло поддержки других учёных, поскольку данная форма является единичной.
Впоследствии эту гипотезу поддержала в 1966 году С. М. Глускина, указавшая на данные живых северо-западных говоров, которые сохранили лексемы без следов второй палатализации в корне, что нельзя объяснить действием грамматической аналогии.
Решающее значение для решения этой проблемы имело открытие новгородских берестяных грамот, изученных в конце XX века А. А. Зализняком. В них зафиксированы многочисленные случаи отсутствия эффекта второй палатализации. В частности, Зализняку удалось расшифровать прежде непонятное место из древнейшей известной берестяной грамоты № 247: «а замъке кѣле а двьри кѣлѣ» (рус. а замок цел и двери целы), отождествив формы кѣле и кѣлѣ с русским словом «целый». Предыдущее толкование было связано с иным разделением на слова («а замъке кѣлеа двьри кѣлѣа») и переводом («а замок кельи, двери кельи…») и влекло за собой целый ряд грамматических и смысловых проблем.

## Описание явления
Поскольку закон внутрислогового сингармонизма, действовавший в праславянском языке, запрещал заднеязычным находиться перед гласными переднего ряда, сочетания ke, ge, xe, ki, gi, xi были устранены в ходе первой палатализации. Но процесс монофтонгизации дифтонгов снова дал праславянскому языку случаи, где k, g, x находились перед ě₂ (< *oi, *ai) и i₂ (< *oi) (обычно называемыми «вторичными», чтобы отличить их от «первичных» ě₁ (< *ē), e, i₁ (< *ī)). Новые сочетания опять были устранены.
Эффекты второй палатализации можно чаще всего наблюдать перед окончаниями существительных (местн. п. ед. ч., и. п. мн. ч., местн. п. мн. ч. -o-основ и д. п. ед. ч., местн. п. ед. ч., и. п.-в. п. дв. ч. -ā-основ) и в формах повелительного наклонения глагола, но она также встречается и в корнях.

### Вторая палатализация в сочетаниях *kv, *gv, *xv
В восточной и южной группах вторая палатализация также осуществилась в сочетаниях *kv, *gv, *xv. В противоположность этому, в западной группе эти сочетания сохранились без изменения. Данная особенность была замечена ещё Й. Добровским и вошла в список из десяти различий между западнославянскими языками и остальными, лёгший в основу его дихотомической классификации славянских языков. Однако некоторые учёные, основываясь на формах типа укр. квітка или русск. диал. квет, утверждают, что в восточнославянских языках формы с цв-, зв- вместо кв-, гв- носят книжный, заимствованный характер.
В некоторых русских говорах, которые С. Л. Николаев возводит к племенному языку вятичей, группа *kv дала t'v: т'в'ет, т'в'аток.
Фактически, слов с сочетаниями *kv, *gv, *xv, в которых были условия для второй палатализации, в праславянском было лишь несколько: *květъ «цветок», *kviliti «плакать», *gvězda «звезда» и падежные формы слов *vъlxvъ «волхв» и *lixva «лихва» (под вопросом лексемы ономатопоэтического характера *gvizdati «свистеть» и *xvějati «качать»).

### Вторая палатализация в сочетаниях *sk, *zg
Сочетания *sk, *zg, находившиеся в положении, в котором могла осуществиться вторая палатализация, дали šč и ždž в западной и восточной группах, но sc и zdz в южной группе, с тенденцией к упрощению этих сочетаний в начале слова. Из падежной формы с закономерным результатом второй палатализации w Polszcze (и. п. Polska) при совр. пол. w Polsce происходит русское название Польши.

### Качество рефлексов
Некоторые учёные полагают, что результаты второй палатализации не были мягкими (то есть c, dz, s/š, а не c', dz', s'/š'), в отличие от рефлексов третьей палатализации (в отличие от второй, третья была прогрессивной, то есть условием для неё является нахождение k, g, x в положении после некоторых звуков, а не перед, как для второй). Впервые такое предположение было высказано А. Лескином, а позднее поддержано Р. Нахтигалом, Н. ван Вейком и С. Б. Бернштейном. Однако не все слависты с ними согласны. В. Н. Чекман считает, что данная гипотеза типологически неправдоподобна.

### Влияние грамматической аналогии в русском и словацком
В русском языке результаты второй палатализации были устранены на стыке морфем из-за выравнивания парадигмы словоизменения по аналогии (иногда не исключается древненовгородское влияние на остальные говоры великорусской территории), ср. укр. руці, бел. руцэ — рус. руке, укр. нозі, бел. назе — рус. ноге, укр. мачусі, бел. мачысе — рус. мачехе.
Схожий процесс наблюдается и в словацком. В Дат.-Местн. п. ед. ч. -ā-основ чередования были устранены, ср. чеш. ruce — словац. ruke (рус. руке), чеш. noze — словац. nohe (рус. ноге), чеш. maceše — словац. macoche (рус. мачехе). В повелительном наклонении стали употребляться формы с č и ž вместо c и z, ср. чеш. pec — словац. peč (рус. пеки), чеш. pomoz — словац. pomož (рус. помоги).

### Примеры
- праслав. *koina > др.-рус. цѣна, рус. цена́ укр. ціна́, ст.‑слав. цѣна, болг. цена́, сербохорв. цијена, словен. сẹnа, чеш. cena, словац. сеnа, пол. сеnа, др.-польск. саnа. Ср. лит. kaina «цена», др.-греч. ποινή «выкуп, пеня», авест. kaēnā- «возмездие, месть, наказание». Все эти слова восходят к пра-и.е. *kwoinā «(плата за) содеянное»[20];
- праслав. *koilъ > др.-рус. цѣлъ, рус. це́лый, укр. ці́лий, ст.‑слав. цѣлъ, болг. цял, сербохорв. ци̏о, словен. се̑l, чеш. сеlý, словац. сеlý, пол. саłу, в.-луж. суłу, н.-луж. сеłу. Ср. прусск. kailūstiskan (В.п., ед.ч.) «здоровье», гот. hails «здоровый, целый»[21];
- праслав. *goilo > др.-рус. зѣлъ «сильный», рус. зело́ «очень», бел. до зела «очень», ст.‑слав. ѕѣлъ, ѕѣло, словен. zelo, др.-чеш. zielo «очень». Ср. лит. gailùs «резкий, едкий, мстительный», gailas «буйный», латыш. gails «сладострастный», гот. gailjan «радовать», др.-в.-нем. geil «похотливый»[22];
- праслав. *хоirъ > др.-рус. сѣръ, рус. се́рый, укр. сі́рий, болг. сер, словен. sẹr, «серый, белокурый», др.-чеш. šěrý, чеш. šerý, словац. šerý, пол. szary, в.-луж. šěry, н.-луж. šеrу. Ср. прагерм. *haira-[23];
- праслав. *kvoitъ > др.-рус. цвѣтъ, рус. цвет, укр. цвіт, бел. цвет, ст.‑слав. цвѣтъ, болг. цвят, сербохорв. цви̏јет, словен. сvệt, чеш. květ, словац. kvet, пол. kwiat, в.-луж. kwět, н.-луж. kwět, полаб. kjot[24];
- праслав. *gvoizda > др.-рус. звѣзда, рус. звезда́, укр. звізда́, ст.‑слав. ѕвѣзда, болг. звезда́, сербохорв. звијèзда, словен. zvézda, чеш. hvězda, словац. hviezda, пол. gwiazda, в.-луж. hwězda, н.-луж. gwězda. Ср. лит. žvaigzdė̃, žvaigždė̃, латыш. zvàigzne «звезда», прусск. svāigstan (В.п., ед.ч.) «сияние, свет, блеск»[25];
- праслав. *skoirītei > рус. ще́рить, укр. ви́щирити, бел. шчэ́рыць, болг. оце́ря, сербохорв. цје̏рити, словен. ceriti, чеш. štěřiti, ceřiti, словац. сеrit, пол. szczerzyć, в.-луж. šćěrić, н.-луж. šćěriś[26].

## Хронология

### Относительная хронология
С. Б. Бернштейн полагал, что на самом деле термин «вторая палатализация» неудачен, поскольку он должен относиться к другому процессу, а именно третьей (прогрессивной) палатализации, которая, по его мнению, прошла раньше регрессивной.
Часть славистов напротив полагает, что вторая и третья палатализации происходили одновременно, а некоторые даже не различают вторую и третью палатализации, считая их частью одного процесса.
Вторая палатализация прошла позже таких фонетических изменений, как первая палатализация и монофтонгизация дифтонгов.

### Абсолютная хронология
Мнения учёных расходятся в отношении того, какой эпохой следует датировать вторую палатализацию.
Вот некоторые датировки:
- не ранее II—IV вв. н. э. (Т. Лер-Сплавинский);
- III—V вв. н. э. (Ф. П. Филин[29]);
- 575—650 гг. (А. Лампрехт[30]);
- не ранее 600 года (Х. Бирнбаум);
- VI—VII века нашей эры (Ю. В. Шевелёв[31], З. Штибер[32], Ф. Славский[33]);
- самое позднее с V по X вв. н. э. (В. Н. Чекман[34]);
- VI—IX века нашей эры (М. Шекли[35]).

#### Данные письменных памятников
В VI в. н. э. византийский историк Менандр Протектор записал имя одного из антских вождей как Κελαγαστός, которое польский учёный Е. Налепа отождествил со славянским именем *cělogostъ. Данное свидетельство является, по мнению Налепы, доводом в пользу того, что вторая палатализация осуществилась не ранее VII века.

#### Данные топонимов
В начале двадцатого века Примус Лессиак использовал данные альпийской топонимии для хронологизации второй палатализации. Поскольку одна и та же река называется по-словенски Zílja (диал. Zila), а по-немецки Gail (< *Gīla), он сделал вывод, что на момент первых контактов славян и германцев в Альпах (самое раннее ок. 600 г.) процесс второй палатализации в славянских языках ещё не окончился.
Р. Экблум также обратил внимание на чешскую передачу названия Регенсбурга и реки Реген: Řezno и Řezná, в которых немецкому g соответствует результат второй палатализации z. Название этого города славяне заимствовали, видимо, заселив Чехию (после 500 г. н. э.) из лат. Regino. По мнению З. Штибера, это свидетельствует о том, что в VI веке вторая палатализация ещё не прошла в западнославянских языках.
Заселяя Балканы, славяне перенимали у местного населения, говорившего на далматинском языке, старые названия различных географических объектов:
- лат. Celeia > балк.-ром. *Kelḝi̯a > слав. *Celьјe > словен. Célje Целе[35];
- лат. Crexi > балк.-ром. *Kersu (> итал. Cherso) > слав. *Cersъ > хорв. Cres Црес[32][35];
- лат. Centōna > балк.-ром. *Kentọna > слав. *Cętyna > хорв. Cètina Цетина[35];
- лат. Cīvitās (в. п. Cīvitāte(m)) > балк.-ром. *Kẹvẹtāte > слав. *Cьbьtatъ > хорв. Cavtat Цавтат[32][35];
- балк.-ром. *Kisiska- > хорв. Caska Цаска[32];
- лат. Cibrica > Цебро[31];
- лат. Castellaceus > серб. Костолац[31];
- лат. Tergeste > *Tьrzьstъ > серб. Трст Триест[31].
- балк.-ром. *Gīla > слав. *ʒiľa > словен. Zílja Гайль[35];
- лат. Genta > слав. *ʒęta > серб. Зета Зета[35].

#### Данные заимствований

Кайзер и царь

Вторая палатализация имела место в ряде праславянских заимствований из других языков:
- *cěsar’ь «царь» < гот. kaisar < лат. caesar «цезарь (титул)»[40];
- *nabozězъ «сверло» < прагерм. *naba-gaizaz «сверло», буквально «копьё втулки»[41];
- *ocьtъ «уксус» (пол. ocet) < гот. *akit < лат. асētum[42]
- *cьrky «церковь» < прагерм. *kirikō или *kirkō < др.-греч. κυρικόν[43];
- *cęta «мелкая монета» < лат. centum либо напрямую, либо через гот. kintus[44].

Время заимствования этих слов для второй палатализации — terminus a quo, то есть время, ранее которого данный процесс пройти не мог.
В то же время эстонский заимствовал праслав. *kěvь «цевка, трубочка, катушка» как kääv, что, впрочем, хронологического значения может и не иметь: заимствование происходило из новгородско-псковских диалектов, где вторая палатализация не произошла, а форма кевь зафиксирована и в современных говорах.
Рефлексы второй палатализации присутствуют и в некоторых греческих славизмах, например, *kědidlo > *cědilo > греч. τσαδίλα «ткань для процеживания».

## Типологические параллели
Фонетические изменения, похожие на вторую палатализацию, проходили также в неславянских языках.
Вероятно, в X—XIII вв. звуки k и g в латышском перешли в c и dz перед гласными переднего ряда и j. Ср. латыш. dzîvs и лит. gývas «живой, бойкий».
В западных диалектах народной латыни k перед гласными переднего ряда перешло в c, которое позднее упростилось уже в отдельных романских языках. Ср. фр. cerf (sɛʁ), исп. ciervo (ˈθjerβo), порт. cervo (ˈsɛɾvu) из лат. cervus (ˈkɛrwʊs) «олень».